# Vukovlad
Vukovlad. Il Signore dei lupi è un romanzo di Paolo Maurensig, pubblicato nel 2006.
Il romanzo tratta dell'argomento della licantropia, e più in generale dell'eterno conflitto tra il bene e il male.

## Trama
L'autore incontra sull'isola di Capri un anziano di lingua ungherese di nome Emil Ferenczi che, avendo saputo che il suo interlocutore è uno scrittore, decide di raccontargli un intenso episodio della sua giovinezza, avvenuto quando era un sottotenente dei Cacciatori Ungheresi dell'esercito polacco.
Durante l'estate del 1939, in previsione di un attacco tedesco, il suo plotone di esploratori, guidato dal capitano Schwartz di cui Emil era aiutante, perlustrava i monti Tatra. Gli zingari di un accampamento misero in guardia Schwartz e Ferenczi da un essere malvagio, un vukodlak, che si sarebbe aggirato tra i monti. In effetti il cane del capitano, durante una notte di tormenta, venne attaccato in un cimitero abbandonato da un grande animale restando col collo spezzato, mentre un esploratore mandato in avanscoperta col suo cavallo fece ritorno cadavere alcuni giorni dopo, legato alla sua cavalcatura, che si trascinò fino al campo con i garretti tagliati. Ciò provocò una certa inquietudine tra i soldati, che si raccontarono storie da paura di vampiri e lupi mannari.
Per motivi strategici, la compagnia si portò nel villaggio di T*** con l'intenzione di installarsi nel castello che lo sovrastava. Il prete del villaggio accolse amichevolmente il comandante e il suo aiutante mettendoli in guardia sulla cattiva fama del castellano, il margravio detto per il suo blasone Vukovlad, che significa "Signore dei lupi", ma soprannominato anche Vukodlak, che significa "licantropo".
Schwarz e Ferenczi salirono al castello per incontrare il margravio, che fece ritorno da una battuta di caccia con alcuni suoi amici e diede loro l'impressione di una personalità molto fiera e propensa ad atti di crudeltà. Il giorno dopo parteciparono ad una cena di gala nel castello, alla quale videro anche una giovane del villaggio dall'atteggiamento molto intimorito. Durante la notte Emil si svegliò e, vagando per il castello, scorse il margravio davanti alla porta della camera della ragazza, che lo pregava di desistere dalle sue intenzioni. Il sottotenente pensò che il nobile volesse esercitare lo ius primae noctis ed ebbe l'impressione che il volto dell'uomo si fosse tramutato nel muso di un animale, quando questi si voltò per allontanarsi, cedendo alle suppliche della donna. Il giorno dopo, nel corso di un attacco dell'artiglieria tedesca, il margravio fu ritrovato morto nel salone. Scrutando fuori dal castello col suo binocolo, vide uno strano essere che attraversando il fossato correva verso la foresta, come fosse l'anima dannata del margravio, o la sua parte oscura.
A posteriori, il narratore cerca di dare una spiegazione razionale alla vicenda immaginando che il margravio avesse un gemello dal volto deforme ma dall'animo meno insensibile, che aveva finito con l'uccidere il fratello per preservare la donna che amava dalla libidine di lui.

## Edizioni
- Paolo Maurensig, Vukovlad. Il Signore dei lupi, Scrittori italiani e stranieri, Milano, Mondadori, 2006,  p. 109, ISBN 88-04-55033-3.
- Paolo Maurensig, Vukovlad. Il Signore dei lupi, Oscar narrativa 1970, Milano, Mondadori, 2008,  p. 109, ISBN 88-04-57232-9.